# 로런 윌리엄스 (태권도 선수)
로런 윌리엄스(영어: Lauren Williams, 1999년 2월 25일~)는 영국의 태권도 선수이다. 2020년 하계 올림픽에서 웰터급 은메달을 획득했다.